# Sun Yingsha
Sun Yingsha Chinees: 孙 颖莎, (Shijiazhuang, Hebei, 4 november 2000) is een Chinese professioneel tafeltennisster. Ze speelt rechtshandig, met de shakehandgreep.
In 2020 (Tokio) nam zij deel aan de Olympische Zomerspelen.

## Belangrijkste resultaten
- OS
  -  Goud met het Chinese vrouwenteam in 2020 in Tokio.
  -  Goud met het Chinese vrouwenteam in 2024 in Parijs.
  -  Goud op de gemengd dubbel in 2024 in Parijs met Wang Chuqin.
  -  Zilver in het enkelspel in 2020 in Tokio.
  -  Zilver in het enkelspel in 2024 in Parijs.
- WK
  -  Goud op de vrouwendubbel in 2019 met Wang Manyu.
  -  Goud op de vrouwendubbel in 2021 met Wang Manyu.
  -  Goud op de gemengd dubbel in 2021 met Wang Chuqin.
  -  Goud met het Chinese vrouwenteam in 2022.
  -  Goud in het enkelspel in 2023.
  -  Goud op de gemengd dubbel in 2023 met Wang Chuqin.
  -  Goud met het Chinese vrouwenteam in 2024.
- Wereldbeker
  -  Goud in het enkelspel in 2024.
  -  Zilver in het enkelspel in 2020.